# Anticollix obscura
Anticollix obscura là một loài bướm đêm trong họ Geometridae.